# Тирумулар
Тирумулар (первоначально известный как Сундаранатха) —легендарный тамильский шиваитский мистик и поэт, один из шестидесяти трех наянаров и 18 сиддхов. Его знаменитое произведение — Тирумантирам, состоящее из более чем 3000 стихов, является частью ключевого текста тамильской шайва-сиддханты — Тирумурай.

## Легенда
Согласно легенде, риши Сундаранатха был одним из учеников Нанди Девара и жил на горе Кайласа, известной как обитель Шивы. Риши Сундаранатха был дживанмуктой и его рождение не было следствием прошлой кармы. Он воплотился по своему собственному выбору — из чувства сострадания к опутанному цепями неведения человечеству.
Однажды он ощутил сильное внутреннее побуждение отправиться в Южную Индию, в горы Потхигай, на поиски сиддха Агастьяра, своего друга и соученика. По дороге на юг он совершал обряды богопочитания в священных храмах в Кедарнатхе, Пашупатинатхе (Непал), Каши, Канчи, Тируватикае и Тиллае. Переправившись через реку Кавери, он достиг Тирувавадутурая, где совершил ритуал поклонения его главному божеству. С неохотой покинув храм, он, идя по берегу реки Кавери, стал свидетелем странной, душераздирающей сцены: стадо коров собралось вокруг мёртвого тела пастуха, по имени Мулар. Животные издавали печальное мычание, из их глаз катились слёзы. Риши Сундаранатха, который не был подвержен ни радости, ни печали, внезапно испытал к ним необъяснимое чувство глубокого сострадания. Спрятав своё физическое тело от зверей и птиц в полом бревне, используя свои йогические способности, он перенёс своё сознание из него в тело мёртвого пастуха, которое тут же ожило. Ликованию животных, когда они снова увидели своего хозяина живым, не было предела, они радостно ласкались к нему. Вечером, отогнав стадо обратно в деревню, он зашёл в дом Мулара и заявил его жене, что уходит от неё, после чего отправился в местный монастырь, где ему разрешили переночевать. На следующий день, собираясь продолжить путешествие, он направился к тому месту, где спрятал собственное тело. К своему ужасу, он обнаружил, что оно исчезло. Тогда он погрузился в медитацию, и ему пришло откровение, что сам Шива взял его тело, а ему предстоит, приняв облик жителя Южной Индии, быть посланцем Шивы в стране тамилов, чтобы в этом месте раскрыть и истолковать великие тайны жизни. Когда жители деревни узнали, что их пастух достиг великой святости, они стали называть его Тирумулар («святой Мулар»).
Он поселился вблизи деревни Чидамбарам (Тиллай), в древнем храме Шивы Натараджи. Возле баньяна, под которым находился сваямбху-лингам (каменный столб, символизирующий Шиву), он проводил дни и ночи в мистическом созерцании. Предание гласит, что в конце каждого года он прерывал свою медитацию, чтобы произнести одно четверостишие, в сжатом виде содержащее всё то, что он постиг за этот год. И так было на протяжении 3000 лет. Тирумулар записал 3000 стихов под общим названием «Мантра Малай» («Гирлянда Мантр»). Они собраны в девять книг, названных «тантрами». В настоящее время этот сборник известен под названием «Тирумантирам».

## Датировка
Даты жизни Тирумулара являются предметом горячих споров и, поскольку его работа делает ссылки на так много течений религиозной мысли, даты, присваиваемые учеными, часто ссылаются на соответствующую хронологию религиозной литературы на тамильском и санскрите.
Первое известное упоминание Тирумулара как автора Тирумантирам встречается у Секкилара в его Перия-пуранам — произведении, сочиненном в двенадцатом веке н. э. Стих 74 Тирумантирам утверждает, что Тирумулар прожил 7 крор (1 крор = 10 млн.) юг до того, как сочинил Тирумантирам. Некоторые, таким образом, склонны относить это сочинение ко времени задолго до нашей эры. Ученый и лексикограф С. Вайяпурипиллай, однако, предположил, что он относится к началу восьмого века н. э., отмечая, что Тирумулар не может быть с уверенностью отнесен к более раннему времени, учитывая, что он, похоже, ссылается на гимны Теварам Самбандара, Аппара и Сундарара, использует «очень поздние слова» и упоминает дни недели.
Другие желают отнести дату еще позднее: Доминик Гудалл, к примеру, предполагает на основании религиозных представлений, встречающихся в сочинении, с санскритскими наименованиями которых может быть прослежено определенное развитие в других датированных работах, что Тирумантирам не может быть отнесен ранее чем к одиннадцатому или двенадцатому веку н. э.
Еще один взгляд, на который ссылается, в частности, Вайяпурипиллай (там же), заключается в том, что текст может содержать древнюю основу, но со «значительным числом интерполированных строф» позднего времени.
В любом случае, ссылки на произведения и идеи в Тирумантирам не могут, по крайней мере в данный момент, служить в качестве полезных индикаторов их хронологии.